# Мащенко Дмитро Олександрович
Дмитро Олександрович Мащенко (нар. 26 листопада 1978, Первомайськ, Луганська область, УРСР) — український футболіст, півзахисник та нападник.

## Життєпис
Дорослу футбольну кар'єру розпочав 1994 року в аматорському колективі «Родина-Алмаз» з рідного Первомайська. На початку наступного сезону перейшов у «Зорю-МАЛС». Дебютував у футболці луганського клубу 17 серпня 1995 року в програному (0:2) виїзному поєдинку 6-го туру Прем'єр-ліги України проти одеського «Чорноморця». Дмитро вийшов на поле на 86-ій хвилині, замінивши Володимира Кіяна. Цей матч виявився єдиним у складі «Зорі» для молодого нападника й незабаром після цього він перебрався до скормнішого клубу «Авангард-Індустрія». У футболці ровеньківського клубу дебютував 25 жовтня 1995 року в програному (1:2) домашньому поєдинку 19-го туру Другої ліги України проти дністровського Дністровця. Мащенко вийшов на поле на 77-ій хвилині, замінивши Валерія Козаченка. Наприкінці жовтня 1995 року виходив на поле в двох матчах Другої ліги, в обох випадках — наприкінці поєдинків. Також у 1995 році грав за аматорський колектив «Шахтар» (Красний Луч). Під час зимової перерви сезону 1995/96 опинився в «Хіміку». Дкбютував у футболці сєвєродонецького клубу 20 червня 1996 року в переможному (3:0) виїзному поєдинку 42-го туру Першої ліги України проти харківського «Металіста». Дмитро вийшов на поле на 73-ій хвилині, замінивши Олександра Паламарчука. Загалом у футболці «Хіміка» провів 4 матчі.
Напередодні старту весняно-літньої частини сезону 1996/97 років повернувся до «Зорі». Дебютував за луганців 25 увітня 1997 року в програному (0:2) виїзному поєдинку 34-го туру Першої ліги проти чортківського «Кристалу». Мащенко вийшов на поле в стартовому складі, а на 46-ій хвилині його замінив Роман Мірошниченко. Дебютним голом за «Зорю» відзначився 19 червня 1998 року на 50-ій хвилині програного (2:3) виїзного поєдинку 42-го туру Першої ліги проти київського «Динамо-2». Дмитро вийшов на поле в стартовому складі, а на 85-ій хвилині його замінив Андрій Кравченко. У команді виступав до 2004 року, за цей час у чемпіонатах України зіграв 118 матчів (22 голи), ще 8 поєдинків провів у кубку України. Також виступав на аматорському рівні за фарм-клуб луганців, «Зоря-2». У 2002 році виступа за луганський «Інтер» в обласному чемпіонаті. У сезоні 2003/04 років виступав в оренді здебільшого за «Авангард-Інтер», у футболці якого дебютував 2 серпня 2003 року в виїзному (1:1) нічийному поєдинку 2-го туру групи В Другої ліги проти харківського «Геліоса». Мащенко вийшов на поле в стартовому складі та відіграв увесь матч, а на 54-ій хвилині відзначився першим голом за нову команду. У складі ровеньківського клубу зіграв 22 матчі, в яких відзначився 6-ма голами.
Напередодні старту сезону 2004/05 років підсилив «Молнію». Дебютував у футболці сєвєродонецького клубу 24 липня 2007 року в програному (1:3) виїзному поєдинку 1-го туру групи В Другої ліги проти «Черкас». Дмитро вийшов на поле на 40-ій хвилині, замінивши Максим Нікитський. Дебютним голом за «Молнію» відзначився 11 вересня 2004 року на 26-ій хвилині переможного (1:0) виїзного поєдинку проти запорізького «Металурга-2». Дмитро вийшов на поле в стартовому складі, а на 85-ій хвилині його замінив Дмитро Невенченко. Протягом сезону 2004/05 років зіграв 27 матчів (6 голів) у Другій лізі України. У 2005 році повернувся в ровеньківський клуб, який змінив назву на «Гірник-ДЮСШ». Відіграв за команду два сезони. Потім виступав за інші колективи з чемпіонату Луганської області «Агата» (Лдуганськ), «Золоте-Алмаз», «Олімп» (Старобільськ) та СК «Зоря» (Луганськ).